# Hoeven
Hoeven és un poble situat al municipi de Halderberge, a la província del Brabant del Nord, al sud dels Països Baixos. Segons el cens de 2016 comptava amb una població de 6.686 habitants.
Va ser un municipi independent fins a l'1 de gener de 1997 quan es va fusionar amb Oudenbosch i Oud- en Nieuw-Gastel per crear el nou municipi de Halderberge.